# Hylophilus thoracicus
Hylophilus thoracicus là một loài chim trong họ Vireonidae.